# Igor Sobalczyk
Igor Sobalczyk (ur. 4 lipca 1982 w Łodzi) – polski futsalista, piłkarz plażowy, zawodnik z pola, reprezentant Polski w futsalu i piłce nożnej plazowej Od sezonu 2012/2013 jest zawodnikiem Gatty Zduńska Wola. Wcześniej był zawodnikiem Marwitu Toruń i Hurtapu Łęczyca, z którym w sezonie 2008/2009 zdobył tytuł Mistrza Polski i występował w Pucharze UEFA. Występował także w niższych ligach w piłce nożnej. Na piasku od 2013 roku reprezentuje drużynę KP Łódź. W 2014r. wraz z łódzką drużyną zdobył mistrzostwo oraz Puchar Polski. Uczestnik Euro Winners Cup w 2015 oraz 2017 roku.